# ゴロセウム
『ゴロセウム』は、馬場康誌による日本の漫画。『月刊少年シリウス』（講談社）の姉妹誌『ネメシス』（同社刊）にて、2015年2月号から2017年12月号まで連載。

## ストーリー
大ロシア連邦が開発した、銃器から刀剣、果ては核弾頭を搭載したミサイルと、あらゆる武器・兵器を無効化する平和回路（ピースメーカー）により、世界の戦争の形は一変した。そんな中、函館に現れた土方竜三と白き魔女と呼ばれるサーシャ・グンダンレコと彼女を追って日本に上陸した、大ロシア連邦の追跡部隊によって日本、大ロシア連邦、中国、アメリカを巻き込んだ極東地域における新たな戦いの火蓋が切られるのであった。

## 登場人物

### 日本
サーシャ・グンダレンコ
白き魔女（ベロボーグ）と呼ばれる格闘技の達人にして、ある特殊能力の持ち主。物語は彼女が土方竜三によって日本へと亡命を果たし、函館の地を踏むところから始まる。
土方竜三（ひじかた りゅうぞう）
土方歳三の子孫。天然理心流気合柔術の達人。サーシャを日本に亡命させた保護者でもある。超極度の甘党。
神取瑠海（かんどり るみ）
舞台となる函館市の元町公園でサーシャ、土方と大ロシア連邦の尖兵による戦いに巻き込まれた少女。
土方辰美（ひじかた たつみ）
土方歳三の子孫。竜三の大伯母にあたる。天然理心流気合柔術の達人で不死身の女の異名を持ち、竜三にも引けを取らない程の腕前。ピースメーカーにより、実年齢より遥かに若い肉体を得る。
グリゴリー・ラスプーチン
かつてロシアで暗殺されたはずの歴史上の人物であるが、実は難を逃れ日本に渡って生き延びていた。
獅子木 莞璽（ししき かんじ）
日本国首相。破天荒な武闘派の政治家。
石橋 繁留（いしばし しげる）
日本政府特使として、大ロシア連邦のプーチノフ大統領とピースメーカーの商談に臨んだ。

### 大ロシア連邦
ウラジスラフ・プーチノフ
大統領流合気柔術の達人であり、大ロシア連邦の終身大統領。ピースメーカーと、強化人間・神軀強化兵（チェルノボーグ）を用いた世界の平和的侵略に乗り出す。何かに乗ると言う行為が好きで、跨り操った時の征服感に昂揚を覚える。しかし凡そ乗れる物には機械も生物も、国家でさえも乗りこなしてしまい、その日常が退屈感を覚える日々でもあり、自らの騎乗欲を満たすために絶滅したマンモスの復活に予算を投じたりしていることが番外編で語られている。
ナタリア
大統領秘書官の女性。やや天然気味な性格。
アルトゥール・ヒョードロフ
大ロシア連邦国防相。元格闘家で60億分の1の男と異名を取る。番外編では己の欲望に忠実に自らの騎乗欲を満たそうとするプーチノフに対し、ヴォルグと共に容赦の無いツッコミを入れたりしている。
ヴォルグ・ハンドルエフ
大ロシア連邦総参謀長官。番外編では常に酒（ウォッカ）を片手に飲んだくれ、自身の騎乗欲に忠実なプーチノフに対し、ヒョードロフと共に容赦の無いツッコミを入れている。

### アメリカ
ビラリー・クイントーン
合衆国大統領。
ビッグバニング・ベイダーズ
大将。連合艦隊司令長官を務める。

### 中国（中華共和国）
李 炎龍（りー いぇんろん）
人民解放軍特殊格闘部隊中尉。龍人兵と呼ばれる肉体改造を施された兵士である。

### タイ
サーマート・ヌンサイアム
ムエタイ9冠王、ボクシング4階級制覇王者。馬場の前作である空手小公子小日向海流と空手小公子物語に登場するサーマート・シリントゥとは容姿や経歴が酷似しているものの別人である。
トンチャイ
番外編「騎乗遊戯」に登場した、プーチノフが甦らせたマンモスの戦象化プロジェクトのためにタイから招聘された世界一の象使い。マンモスに恨みを買っており、プーチノフがマンモスにピースメーカーを装着した瞬間、マンモスの踏みつけを喰らって死亡した。サーマート同様、名前と容姿は前作に登場した人物と酷似しているが経歴が異なる。

## 書誌情報
- 馬場康誌 『ゴロセウム』講談社 〈シリウスKC〉、全6巻
  1. 2015年8月7日初版発行（同日発売） ISBN 978-4-06-376569-4
  2. 2016年2月9日初版発行（同日発売） ISBN 978-4-06-390605-9
  3. 2016年8月9日初版発行（同日発売） ISBN 978-4-06-390643-1
  4. 2017年2月9日初版発行（同日発売） ISBN 978-4-06-390678-3
  5. 2017年8月9日初版発行（同日発売） ISBN 978-4-06-390722-3
  6. 2018年2月9日初版発行（同日発売） ISBN 978-4-06-510933-5